# Microcebus danfossi
Microcebus danfossi е вид бозайник от семейство Лемури джуджета (Cheirogaleidae). Видът е застрашен от изчезване.